# Neuer Jüdischer Friedhof Eberswalde
Der Neue jüdische Friedhof Eberswalde befindet sich in Eberswalde, der Kreisstadt des Landkreises Barnim im Nordosten des Landes Brandenburg. Als jüdischer Friedhof ist er ein Baudenkmal. Auf dem Friedhof an der Freienwalder Straße neben dem Waldfriedhof sind 53 Grabsteine erhalten.

## Geschichte
Der alte jüdische Friedhof an der Oderberger Straße wurde im Jahr 1751 angelegt. Im Jahr 1924 wurde der zweite jüdische Friedhof an der Freienwalder Straße neben dem Waldfriedhof eröffnet, 1929 wurde die heute nicht mehr bestehende Friedhofshalle eingeweiht. Nach 1945 wurde der Friedhof wiederholt durch Schmierereien geschändet, erst 1991 wurde er gründlich gesäubert.